# Simon Kaiser
 (février 2025).
Motif : Article insuffisamment bien construit et équilibré dans le but de respecter Wikipédia:Sources primaires, secondaires et tertiaires et Wikipédia:Neutralité de point de vue.
- Archive Wikiwix
- Bing
- Cairn
- DuckDuckGo
- E. Universalis
- Gallica
- Google
- G. Books
- G. News
- G. Scholar
- Persée
- Qwant
- (zh) Baidu
- (ru) Yandex
- (wd) trouver des œuvres sur Wikidata

| 1. | Préciser le motif de la pose du bandeau. | Précisez le motif de la pose du bandeau en utilisant la syntaxe suivante : {{admissibilité à vérifier\|date=août 2025\|motif=remplacez ce texte par le motif}}                    |
| 2. | Informer les utilisateurs concernés.     | Pensez à avertir le créateur de l'article, par exemple, en insérant le code ci-dessous sur sa page de discussion : {{subst:avertissement admissibilité à vérifier\|Simon Kaiser}} |

Simon Kaiser, né le 20 juillet 1999 à Birkenfeld, est un biathlète allemand. Il fait ses débuts en coupe du monde en décembre 2024.

## Carrière
Simon Kaiser est originaire de Hoppstädten-Weiersbach, en Rhénanie-Palatinat. Il a commencé le biathlon à l'âge de douze ans au sein de l'équipe de biathlon de la Sarre à Lebach, avant de rejoindre deux ans plus tard le lycée sportif d'Oberhof pour pratiquer ce sport de manière plus professionnelle. Après avoir obtenu son baccalauréat en 2018, il entame une formation dans la police de Thuringe, qu'il termine en 2020 en tant que sous-officier de police.
Depuis 2014, Kaiser est membre du club WSV Oberhof 05. Il évolue au centre d'entraînement d'Oberhof, dans un groupe comprenant des athlètes de la Coupe du Monde et de l'IBU et encadré par Jens Filbrich, Erik Lesser, Marko Danz (ainsi que Mark Kirchner jusqu'en 2023).

### Circuit national chez les jeunes
Lors de sa première saison en coupe allemande en 2014-2015, il se classe neuvième au classement général, puis huitième l'année suivante. Dans la catégorie des jeunes plus âgés, il se classe 21e en 2017 et 10e en 2018. Ces résultats ne suffisent pas car il n’est pas retenu par la Fédération allemande de ski pour le groupe de développement, ce qui l’empêche notamment de bénéficier d’un soutien financier. Il suit alors sa formation à la police d'État en service à plein temps, s'entraînant en dehors de ses horaires de travail. Lors de sa première saison chez les juniors en 2018-2019, il manque cinq des douze courses du Deutschlandpokal. Son meilleur résultat est une septième place, et il termine 19e au classement général.

### International junior (2019-2021)
Kaiser obtient pour la première fois sa sélection pour des courses internationales en début de saison 2019-2020 (Junior Cup). Lors des deux étapes de Pokljuka et de Martell, il ne peux faire mieux que 26e en quatre courses et perd ensuite sa place eu IBU Cup junior. En janvier 2020, il manque la qualification pour les Championnats du monde juniors lors de la Coupe d'Allemagne à Notschrei. Il termine donc la saison en Coupe d'Allemagne.
Simon Kaiser est intégré dans le groupe de la relève de la Fédération allemande de ski (DSV) pour la saison 2020-2021. En raison de la pandémie de COVID-19, toutes les compétitions de l'hiver au niveau national et en coupe junior IBU sont annulées. Lors d'épreuves de sélection internes, Kaiser se qualifie pour les Championnats du monde juniors 2021 à Obertilliach. Il manque la médaille en se classant quatrième au sprint, et termine ensuite 26e de la poursuite et cinquième du relais (avec Lucas Lechner, Philipp Lipowitz et Danilo Riethmüller). Juste après les mondiaux juniors, il fait ses débuts en Coupe IBU au même endroit. Son meilleur résultat en trois courses est une 38e place.

### Débuts en sénior (2021 - 2023)
Simon Kaiser passe dans la catégorie seniors pour la saison 2021-2022 et intègre l'équipe B du DSV. Après une qualification manquée pour l'IBU-Cup qu'il retrouvera plus tard dans la saison, il remporte un sprint à l'Alpencup et gagne une autre course de Deutschlandpokal. Après avoir disputé les championnats d'Europe 2022 à Arber, il signe son premier bon résultat en IBU-Cup en terminant 13e à Ridnaun . En septembre 2022, il décroche la médaille d'argent au sprint des Championnats d'Allemagne puis s'installe dès le début de la saison en IBU-Cup. Il confirme ses progrès à la fin de l'hiver avec une 9e place à Obertilliach. Lors des deux dernières étapes  à Canmore, il entre quatre fois dans le top 6 (la cérémonie des fleurs) et monte sur son premier podium en terminant 3e de la mass start 60. Il boucle la saison 2022-2023 à la 17e place du classement général de l'IBU-Cup.

### Saison 2023-2024
Simon Kaiser rejoint le groupe d'entrainement de l’équipe nationale A à l'inter-saison mais ne réussit pas à se qualifier pour la Coupe du monde de biathlon 2023-2024 lors de la sélection à Sjusjøen en novembre. Il dispute donc la totalité de la saison IBU Cup 2023-2024, signant sa première victoire en décembre à Sjusjøen grâce à un tir sans faute. Fin janvier, aux Championnats d'Europe 2023, il est incapable d'approcher le top 20. En février, il se rachète en décrochant son deuxième podium avec une 3e place sur le sprint de Arber, avant de terminer 8e du classement général de l'IBU Cup. 

### Saison 2024-2025
Dans la préparation pour la saison 2024/25, Kaiser est resté membre de l’équipe nationale A. Lors de la qualification pour la Coupe du Monde à Vuokatti, il n’a pas réussi à se qualifier. Il a commencé sa saison en IBU Cup à Idre, où il a amélioré son tir, avec des places 5, 9 et 7, atteignant ainsi les top 10 à chaque course. La semaine suivante à Geilo, il a décroché son premier podium de la saison avec une 3e place en individuel, ainsi que des 7e et 4e places en sprint et poursuite. Grâce à ses performances, il a été sélectionné pour la Coupe du Monde à Hochfilzen, où il a terminé 38e et 25e en sprint et poursuite, et a participé à la 5e place de l’équipe allemande. Au Grand-Bornand, il a terminé 39e et 47e.Après la pause hivernale, il a connu des résultats décevants à Oberhof avec des places 46e et 44e.  Il a été réintégré en équipe à Antholz, mais a manqué la poursuite après six erreurs de tir en sprint. Ensuite, il a participé aux Championnats d’Europe à Martell, où il a remporté la médaille d’argent avec l’équipe allemande. 
Le 8 février 2025, il décroche une deuxième place derrière Johannes Dale lors de la Mass Start de 15 kilomètres se déroulant à Ridnaun-Val Ridanna. Pour la manche de Otepää, il termine à la huitième place du sprint. Le lendemain, l'allemand franchit la ligne à la septième place de la poursuite. Cette septième place lui permet de rentrer dans le top 10 du classement général derrière Oscar Lombardot et Gaëtan Paturel.

## Résultats en carrière

### Championnats d'Europe
| Édition / Épreuve         | Individuel | Sprint | Poursuite | Relais                           | Relais mixte                     | Relais mixte simple              |
| ------------------------- | ---------- | ------ | --------- | -------------------------------- | -------------------------------- | -------------------------------- |
| Arber 2022                | 81e        | 22e    | 18e       | Épreuve inexistante à cette date | —                                | —                                |
| Brezno-Osrblie 2024       | 26e        | 33e    | 28e       | Épreuve inexistante à cette date | —                                | 7e                               |
| Martell-Val Martello 2025 | 14e        | 33e    | 12e       | Médaille d'argent, Europe        | Épreuve inexistante à cette date | Épreuve inexistante à cette date |

Légende :
- : deuxième place, médaille d’argent
- —: non disputée par Simon Kaiser

### IBU CUP
- 5 podiums individuels : 1 victoire, 1 deuxième place 3 troisièmes places.

 Dernière mise à jour le 10 février 2025.
| Saison    | Sprint | Individuel | Poursuite | Mass start | Classement général |
| --------- | ------ | ---------- | --------- | ---------- | ------------------ |
| 2021-2022 | 47e    | 42e        | 19e       |            | 42e                |
| 2022-2023 | 10e    | 59e        | 28e       | 6e         | 17e                |
| 2023-2024 | 7e     | 13e        | 10e       | 8e         | 8e                 |
| 2024-2025 | 15e    | 6e         | 8e        | 7e         | 10e                |

| Saison    | 1  | 2  | 3  | 4  | 5  | 6  | 7              | 8              | 9              | 10             | 11             | 12             | 13             | 14             | 15 | 16 | 17 | 18 | 19  | 20 | 21 | 22 | 23 | 24 | 25 | 26 | 27 | 28 | Points inscrits | Classement |
| --------- | -- | -- | -- | -- | -- | -- | -------------- | -------------- | -------------- | -------------- | -------------- | -------------- | -------------- | -------------- | -- | -- | -- | -- | --- | -- | -- | -- | -- | -- | -- | -- | -- | -- | --------------- | ---------- |
| 2020-2021 | 79 | 38 | 49 |    |    |    |                |                |                |                |                |                |                |                |    |    |    |    |     |    |    |    |    |    |    |    |    |    | 3               | 126e       |
| 2021-2022 | 15 | 42 | 81 | 22 | 18 | 58 | 19             | 13             | 21             |                |                |                |                |                |    |    |    |    |     |    |    |    |    |    |    |    |    |    | 138             | 42e        |
| 2022-2023 | 32 | 39 | 24 | 20 | 19 | 40 | 31             | 30             | DNF            | 9              | 4              | 23             | 17             | 17             | 3  | 5  | 6  | 6  |     |    |    |    |    |    |    |    |    |    | 344             | 17e        |
| 2023-2024 | 32 | 12 | 11 | 9  | 22 | 1  | 12             | 18             | 77             | 9              | 9              | 42             | 7              | 2              | 26 | 33 | 28 | 7  | 35  | 3  | 14 | 12 | 4  | 4  | 19 | 11 |    |    | 621             | 8e         |
| 2024-2025 | 5  | 9  | 7  | 3  | 7  | 4  | Coupe du Monde | Coupe du Monde | Coupe du Monde | Coupe du Monde | Coupe du Monde | Coupe du Monde | Coupe du Monde | Coupe du Monde | 14 | 33 | 12 | 2  | DNS | 2  | 7  | 8  |    |    |    |    |    |    | 503             | 10e        |

#### Podiums individuels en IBU Cup
| Podiums individuels en IBU Cup | Podiums individuels en IBU Cup | Podiums individuels en IBU Cup | Podiums individuels en IBU Cup | Podiums individuels en IBU Cup | Podiums individuels en IBU Cup |
| n°                             | Saison                         | Date                           | Lieu                           | Épreuve                        | Résultat                       |
| ------------------------------ | ------------------------------ | ------------------------------ | ------------------------------ | ------------------------------ | ------------------------------ |
| 1                              | 2022-2023                      | 28-02-2023                     | Canmore                        | Mass-Start 60 15 km            | Médaille de bronze             |
| 2                              | 2023-2024                      | 13-12-2023                     | Sjusjøen                       | Sprint 10 km                   | Médaille d'or                  |
| 3                              | 2023-2024                      | 03-02-2024                     | Arber                          | Sprint 10 km                   | Médaille de bronze             |
| 4                              | 2024-2025                      | 04-12-2024                     | Geilo                          | Individuel 20 km               | Médaille de bronze             |
| 5                              | 2024-2025                      | 08-02-2025                     | Ridnaun                        | Mass-Start 60 15 km            | Médaille d'argent              |

### Classements en Coupe du monde
| Saison    | Individuel | Individuel | Sprint | Sprint   | Poursuite | Poursuite | Mass start | Mass start | Général | Général  |
| Saison    | Points     | Position   | Points | Position | Points    | Position  | Points     | Position   | Points  | Position |
| --------- | ---------- | ---------- | ------ | -------- | --------- | --------- | ---------- | ---------- | ------- | -------- |
| 2024-2025 |            |            | 5      | 65e      | 16        | 46e       |            |            | 21      | 59e      |